# Ян Бакалович
Ян Бакалович (пол. Jan Bakałowicz 1740, Кам'янець, нині Кам'янець-Подільський, Хмельницька область, Україна — 4 листопада 1794, Прага, передмістя Варшави) — польський військовий інженер і картограф.

## Біографія
Народився 1740 або 1741 року в сім'ї міщанина й багаторічного бургомістра Kaм'янця на Поділлі Стефана Бакаловича. З дитинства Ян Бакалович виявляв особливий математичний талант.
У віці 17 років став присяжним геометром (місцевим землевпорядником), близько 1757 року виїхав навчатися за кордон. Близько 1764 р. він склав іспити у Відні, ставши військовим інженером. Після повернення додому завдяки підтримці князя Анджея Понятовського був зарахований на службу до короля Станіслава Августа. 11 серпня 1766 року Бакалович отримав звання поручника коронної артилерії і був скерований для набуття подальшої військової освіти до відомої інженерної академії в Мезьєрі (фр. Mézières). Повернувшись до Польщі на початку 1769 р., залишився служити надвірним інженером. Того ж року отримав ранг капітана, а 1773 чи 1774 — майора. 3 серпня 1774 року отримав нобілітацію, невдовзі — посесію на державлення Ґлуська (пол. Głusk, нині в ґміні Леонцин), також королівщину Коморів (пол. Komorów), тому переїхав проживати з Варшави до села. Там він зайнявся господарськими справами, під час яких мав чимало судових розглядів. Також невдовзі «правом кадука» набув село Пенцлав (пол. Pęcław). 1778 року викупив посаду «полковника географічних мап», увійшов до складу Генерального штабу. 1788 року став офіціялістом Комісії військової.
2 вересня 1774 р. король Станіслав Август дозволив хелмінському підкоморію Антонію Міхалу Чапському передати Бакаловичу в довгострокову оренду маєтки і кілька сіл, що знаходилися в Мазовецькому воєводстві (Ґлуськ, Мала Вісь, Ґрохалє). Новий господар активно зайнявся управлінням маєтками, застосовуючи при цьому наукові досягнення і військовий досвід.
2 вересня 1775 р. король Станіслав Август, у виявлення особливого благовоління за труди інженера Яна Бакаловича щодо складання виразної карти Королівства Польського, подарував йому спадкове шляхетство з гербом і грамотою. Рішенням Сейму шляхетство Бакаловича було затверджено.
У 1781–1791 рр. він взяв участь у спорудженні нових укріплень в м. Кам'янці-Подільському. Складав карти різних частин польської держави.
Є автором близько шести книг по військовій фортифікації.
Під час повстання Тадеуша Костюшка він приєднався до повстанців. Ним тоді було складено плани зміцнення варшавського району — Праги і він взявся за керівництво цими роботами.
Під час штурму Праги, частини Варшави (пол. Praga (Warszawa)), російськими військами під командуванням Суворова Ян Бакалович був убитий 4 листопада 1794 року.

### Сім'я
Одружився близько 1770 року з Людвікою Чакі, донькою відомого придворного картографа. Мали шестеро дітей, зокрема:
- Людвік — найстарший син, кондуктор корпусу інженерів, автор мапи облоги Хотина (1788, втрачена)
- Домінік.[1]

Є родоначальником польського шляхетського роду Бакаловичів, герб яких внесено до Гербовника дворянських родів Царства Польського.